# Amiga 1200
Il Commodore Amiga 1200 o Commodore A1200 (produzione Commodore International), in seguito Amiga 1200 o Amiga A1200 (produzione Amiga Technologies), è un home computer basato sulla piattaforma Amiga.
Evoluzione dell'Amiga 600, l'Amiga 1200 è stato lanciato sul mercato il 21 ottobre 1992 al prezzo di 399 sterline, in Gran Bretagna, e di 599 dollari, negli Stati Uniti, e commercializzato fino al 1996.
L'Amiga 1200 era in diretta competizione con l'Atari Falcon, ma essendo proposto come home computer era in competizione anche con i personal computer IBM compatibili e le console a 16 bit.

## Storia
L'Amiga 1200 è stato commercializzato da Commodore International a partire dal 21 ottobre 1992.
Durante il primo anno di commercializzazione il computer ottenne un buon successo di vendite, ma non comparabile con le più blasonate console del periodo, e nel desiderio di entrare anche in questo mercato, la Commodore lanciò l'Amiga CD32 nel mese di giugno 1993, compatibile con il 1200.
Il futuro sembrava roseo per l'Amiga 1200, ma i problemi finanziari di Commodore International, che ancora non si era ripresa dal fallimento del CDTV, e l'insuccesso dell'Amiga CD32 decretarono la fine del colosso fondato da Jack Tramiel e la fine dell'Amiga 1200.
Nel 1995 la Escom acquista la proprietà intellettuale della piattaforma Amiga (non però il marchio "Commodore") e attraverso la controllata Amiga Technologies rilancia sul mercato l'Amiga 1200.
Il modello prodotto dalla Escom era sostanzialmente identico all'originale, alcune minime differenze erano state attuate al firmware e al floppy disk drive, prodotto per PC ed adattato alle esigenze Amiga. Questo drive si è dimostrato adatto per la maggior parte delle applicazioni tranne che per alcuni giochi che utilizzavano speciali tecniche di caricamento delle tracce come misura antipirateria. Inoltre poteva essere integrata con un Catweasel.
Il computer fu commercializzato ad un prezzo superiore rispetto a quanto era stato venduto due anni prima (uguale al prezzo di lancio del 1992), scoraggiando i potenziali acquirenti che ignorarono largamente il prodotto, e fornendo esigue entrate pecuniarie alla Escom.
A dispetto dell'insuccesso di vendite, ed ai problemi finanziari della Escom, l'Amiga 1200 fu commercializzato fino al tardo 1996.

## Descrizione
Come i suoi predecessori, l'Amiga 500, l'Amiga 500 Plus e l'Amiga 600, l'Amiga 1200 ha un case monoblocco con tastiera e floppy disk drive integrati ma alimentatore esterno. Come l'Amiga 600 permette l'installazione interna di un hard disk da 2,5 pollici.

## Specifiche tecniche

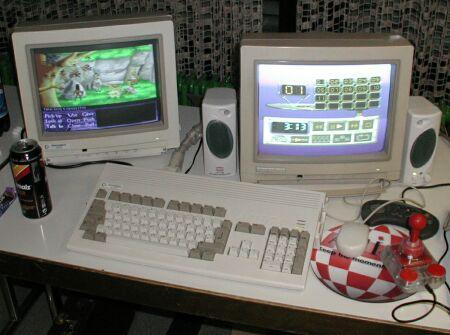
Una postazione Amiga 1200

Il modello A1200 rappresentava l'evoluzione tecnica dei modelli A500 e A600.
Il processore centrale è un Motorola 68EC020 (EC indica una versione di Motorola 68020 semplificata con bus indirizzi a 24 bit) a 14 MHz, mentre il chipset è l'AGA, notevolmente più potente dei precedenti OCS e ECS, ed installato anche sul sistema professionale Amiga 4000.
Di base aveva solo 2 MB di Chip RAM (RAM condivisa tra chipset e processore) e questo limitava molto le prestazioni. Era possibile espandere la memoria aggiungendo fino a 8 MB di Fast RAM (RAM dedicata al processore), ma grazie allo slot di espansione era addirittura possibile installare una scheda di espansione dotata di CPU (Motorola 68030, 68040 o 68060), FPU (Motorola 68881 o 68882) e slot per RAM di tipo SIMM, ovviando il limite massimo degli 8 MB di Fast RAM.
Non aveva l'hard disk, ma era predisposto all'installazione grazie all'interfaccia IDE e al vano interno da 2,5 pollici.
Il sistema operativo installato nella prima versione Commodore era l'AmigaOS 3.0 che usava il Kickstart 3.0 (39.106). Il S.O. occupava ben 5 dischetti, il che rendeva praticamente obbligatorio dotarsi di hard disk per un utilizzo con applicativi da ufficio.
L'uscita video poteva essere TV (PAL/NTSC) o VGA fino a 1280x720. Il chipset AGA supportava fino a 256 colori su schermo o 262144 in modalità HAM-8. L'audio era stereo a 8 bit fino a 28 kHz, ma la qualità percepita era molto buona, difficilmente distinguibile dai 16 bit (grazie al rapporto Segnale/Rumore di 70 dB).
Nonostante fosse concepito come un computer da gioco, opportunamente espanso diventava un sistema professionale completo, di fatto non molto diverso dall'Amiga 4000 come potenza e capacità grafiche.

## Popolarità
L'A1200 non divenne, nonostante le migliorie tecniche, popolare quanto il fratello minore Amiga 500. Comunque, nonostante la Commodore non abbia mai divulgato gli estratti delle proprie vendite, si calcola che dal 1992 fino alla bancarotta siano stati venduti e distribuiti quasi un milione di Amiga 1200.

## Videogiochi
Come gli Amiga classici, il 1200 fu ampiamente utilizzato nel campo dei videogiochi. Si contano circa 500 giochi per Amiga che funzionano con il chipset AGA. Uscirono sia giochi esclusivi per Amiga 1200 e superiori, sia giochi esistenti anche per gli Amiga inferiori, ma dotati di migliorie perlopiù estetiche nelle versioni specifiche per AGA.
Secondo una selezione fatta dalla rivista Retro Gamer, dichiaratamente approssimativa data la difficoltà di scelta, i dieci più grandi giochi per Amiga 1200 sono Worms: The Director's Cut, Fightin' Spirit, Alien Breed, T-Zer0, Simon the Sorcerer, Deluxe Galaga, OnEscapee, XP8, Star Trek: 25th Anniversary, Payback.